# Теобальд (архиепископ Кентерберийский)
Теобальд (или Тедбальд; англ. Theobald; ум. 18 апреля 1161) — архиепископ Кентерберийский в 1138—1161 годы, крупный государственный деятель периода феодальной анархии в Англии 1135—1154 гг., покровитель Томаса Беккета.

## Биография

### Юность и избрание архиепископом

Церковная провинция Кентербери и её диоцезы в середине XII века
Церковная провинция Кентербери
Церковная провинция Йорк
Церковная провинция Трондхейм

Родители Теобальда были нормандцами и происходили из окрестностей Тьервиля, недалеко от Бек-Эллуэна в долине реки Рисль. Год рождения Теобальда неизвестен. На рубеже XI—XII веков юный Теобальд поступил монахом в бенедиктинский монастырь Ле-Бек в Нормандии, один из наиболее влиятельных западноевропейских центров богословия того времени. Из стен Бека вышли такие крупные религиозные деятели XI—XII вв., как Ланфранк, Ансельм, Иво Шартрский и другие. В 1127 г. Теобальд стал приором, а в 1137 г. — аббатом Бекского монастыря. Во время своего пребывания в Беке Теобальд серьёзно занимался каноническим правом и приобрёл значительный авторитет в этой области.

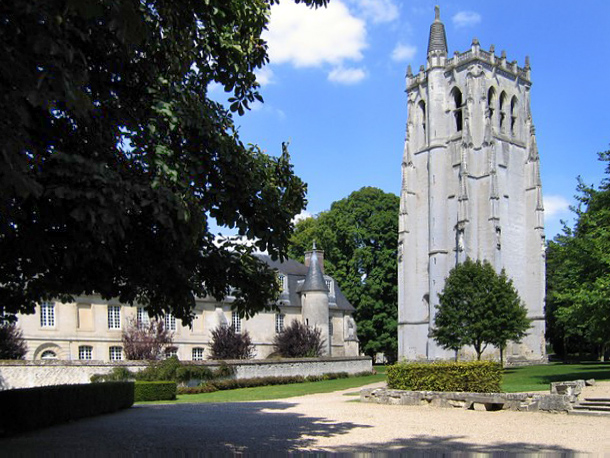
Аббатство Бек-Эллуэн

В конце XI века короли Англии из Нормандской династии несколько раз приглашали аббатов Бека для замещения поста архиепископа Кентерберийского — высшего поста в английской церковной иерархии (Ланфранк, Ансельм). После смерти в 1136 г. Вильгельма де Корбейля архиепископская кафедра несколько лет оставалась вакантной, пока король Стефан в 1138 г. не предложил стать архиепископом Кентерберийским Теобальду. В самой английской церкви бо́льшим влиянием пользовался Генрих Блуаский, младший брат короля и епископ Винчестерский, однако Стефан опасался чрезмерной концентрации власти в руках своего амбициозного брата и не поддержал его претензии на Кентербери. Возможно в том, что выбор короля пал именно на Теобальда, сказалось влияние Галерана де Бомона, графа де Мёлана, светского покровителя Бекского аббатства, который занимал в то время одно из первых мест при дворе Стефана. Также очевидно, что в своём выборе король руководствовался, прежде всего, авторитетом Бекского монастыря, а не личной репутацией Теобальда, которых хотя и отличался благочестивостью и был хорошо образован, стал аббатом лишь за год до своего избрания архиепископом и не имел влиятельных связей в английском духовенстве и аристократии. Как бы то ни было, 24 декабря 1138 г. состоялось каноническое избрание Теобальда архиепископом Кентерберийским. На выборах присутствовал король Стефан и папский легат Альберик Остийский, в то время как Генрих Блуаский был в отъезде.

### Архиепископ феодальной анархии

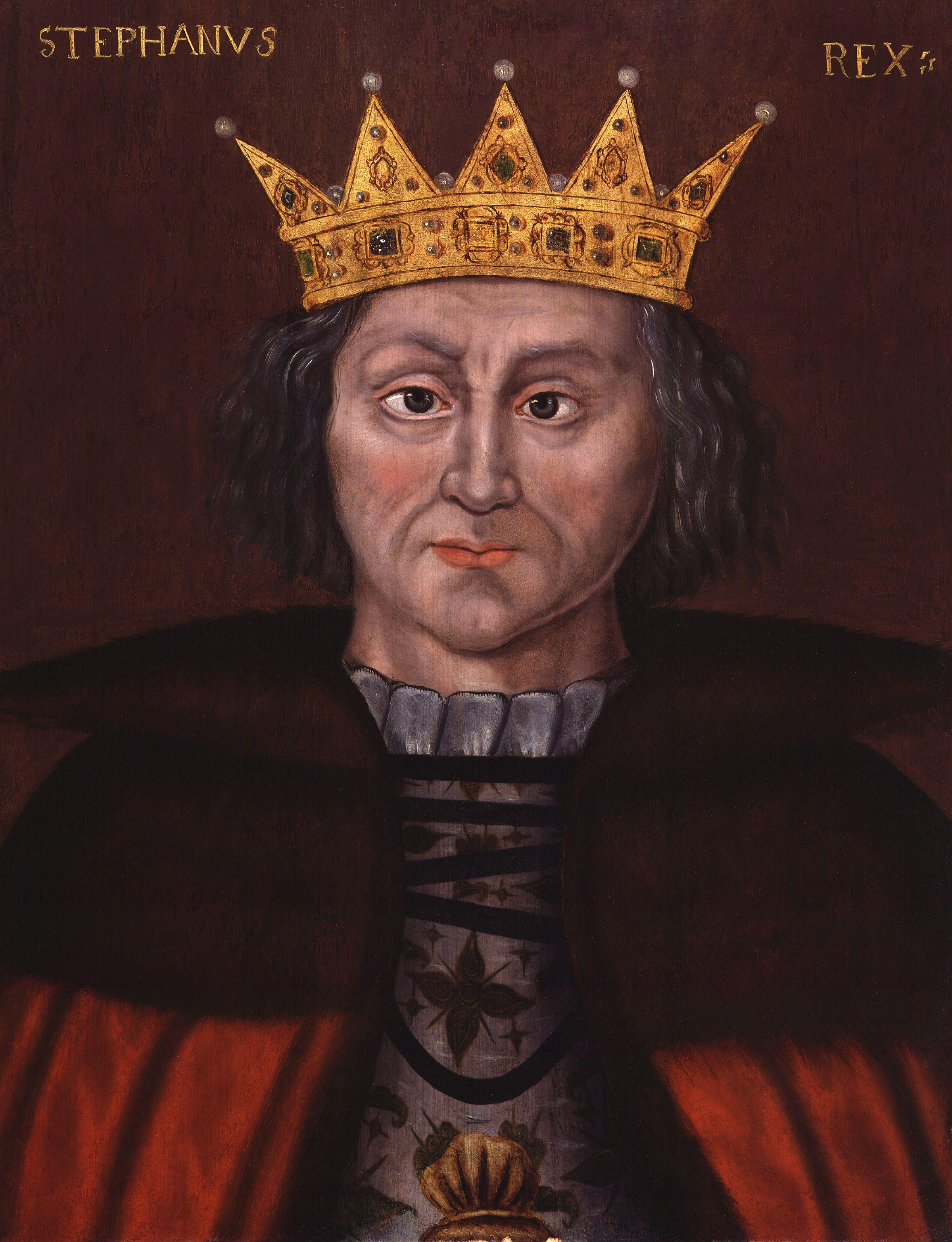
Король Стефан Блуаский

Теобальд был рукоположён легатом Альбериком Остийским 8 января 1139 г. Вскоре он отправился в Рим, где получил паллий и принял участие во Втором Латеранском соборе. Избрание Теобальда архиепископом произошло в условиях начала гражданской войны в Англии 1135—1154 гг. между сторонниками короля Стефана Блуаского и императрицы Матильды, вошедшей в историю как период феодальной анархии. Теобальд поэтому получил известность как архиепископ эпохи анархии. Политическая деятельность Теобальда носила ярко выраженный компромиссный характер. В отличие от Генриха Блуаского, решительного борца за права и привилегии церкви, архиепископ отличался умеренностью и стремлением примирить стороны феодального конфликта и установить приемлемый баланс интересов между церковью и светской властью. Хотя на протяжении большей части гражданской войны Теобальд оставался в лагере сторонников короля Стефана, основой политики архиепископа являлась поддержка и признание фактического монарха: после битвы при Линкольне и в начале 1150-х гг., когда верх одерживали приверженцы императрицы Матильды и Плантагенетов, Теобальд, после некоторого колебания, переходил на их сторону.
На протяжении конца 1130-х — первой половины 1140-х гг. Теобальд как политическая фигура оставался в тени Генриха Блуаского, епископа Винчестерского и папского легата, который в значительной степени определял политику английского духовенства в условиях гражданской войны. Теобальд одобрил мероприятия короля Стефана, направленные против Роджера Сольсберийского в 1139 г. и приведшие к аресту епископа и конфискации его владений, которые повлекли за собой отход Генриха Блуаского и части высшего духовенства от поддержки короля. После пленения Стефана в сражении при Линкольне в 1141 г. Теобальд не сразу перешёл на сторону императрицы: он добился разрешения на переговоры с пленённым королём и лишь после этого снял с себя клятву верности Стефану и принял участие в синоде английской церкви в Винчестере в апреле 1141 г., который сместил с престола Стефана Блуаского и провозгласил королевой Матильду. После изгнания императрицы из Лондона в августе 1141 г., её поражения в битве при Винчестере и освобождения короля 1 ноября 1141 г. Теобальда вновь вернулся в лагерь Стефана Блуаского.
Отношения архиепископа и короля Стефана, однако, никогда не были безоблачными. Уже в 1141 г. Теобальд выступил против избрания на пост архиепископа Йоркского Вильяма Фиц-Герберта, ставленника Стефана и Генриха Блуаского. Он отказался признать легитимность выборов Вильяма и обвинил его в симонии. Спор по поводу Йоркского архиепископства завершился лишь при посредничестве королевы Матильды Булонской. В апреле 1148 г., когда папа римский Евгений III созвал собор в Реймсе, между Теобальдом и королём вспыхнул новый конфликт. Стефан запретил архиепископу покидать Англию, тот не подчинился и на рыбацком судне переправился через Ла-Манш для встречи с папой. В наказание король конфисковал собственность Теобальда и предал его опале. Евгений III в ответ наложил на Англию интердикт, который, однако, практически не соблюдался. Более того, Теобальд вернулся в Англию и нашёл убежище во Фрамлингеме под покровительством Гуго Биго, графа Норфолка, сторонника императрицы. Фрамлинген на время стал центром управления английской церкви, что создавало угрозу власти короля Стефана.
К концу 1140-х гг. обозначилось сближение Теобальда с партией императрицы. Уже в мае 1147 г. во время своего пребывания в Париже архиепископ имел возможность войти в контакт с Жоффруа Плантагенетом, супругом Матильды. Переговоры со сторонниками Плантагенетов в Англии, очевидно, продолжились. Позиции Теобальда в английской церкви значительно укрепились после истечения в конце 1143 г. легатских полномочий Генриха Блуаского. В 1150 г., а возможно и несколько ранее, легатом папы римского в Англии был назначен сам Теобальд, вероятно по рекомендации Бернара Клервосского. В 1151 г. он председательствовал на легатском синоде английской церкви в Лондоне. В апреле 1152 г. архиепископ, опираясь на соответствующий запрет папы римского, отказался провести обряд коронации Евстахия Булонского, сына короля Стефана. Этот отказ был, вероятно, обусловлен как сближением Теобальда с Плантагенетами, так и стремлением английского духовенства прекратить гражданскую войну. В 1153 г. после высадки Генриха Плантагенета в Англии Теобальд взял на себя роль посредника в его переговорах с королём Стефаном и добился заключения Уоллингфордского договора, признавшего Генриха наследником Стефана и завершившего гражданскую войну. Примирение сторон конфликта позволило папе Евгению III снять с Англии интердикт. Теобальд вернулся в Кентербери.

### Церковная политика
Время нахождения Теобальда на посту архиепископа Кентерберийского совпало с периодом интенсивного развития монастырского движения в Англии. Начавшийся в правление Генриха I процесс возрождения монастырей достиг своей кульминации в 1130-е — 1140-е гг, то есть пришёлся на период феодальной анархии. Об этом упоминает, например, Вильям Ньюбургский:
... примечательно, что такое великое множество монастырей для обоих полов, большее, чем за все предшествующее столетие, было основано в Англии в течение короткого времени правления короля Стефана...
Это время отмечено, прежде всего, массовым основанием цистерцианских монастырей, что было связано с деятельностью Бернара Клервосского. Кроме того в Англии появились премонстрантские монастыри, аббатства гилбертинцев, возникли первые учреждения ордена тамплиеров, продолжилось расширение ордена иоаннитов. Создавались также больницы, приюты, лепрозории. Подъём монастырского движения был, вероятно, в значительной степени связан с желанием баронов эпохи феодальной анархии искупить свои грехи военного времени. Для этого периода был характерен тип рыцаря, разоряющего страну и одновременно покровительствующего церкви. Роль архиепископа Теобальда в расцвете монашеской жизни в Англии, однако, до настоящего времени недостаточно исследована историками.
Период архиепископства Теобальда был относительно спокойным в сфере отношений церкви и светской власти. Ещё в начале 1136 г. Стефан, желая обеспечить себе поддержку духовенства и под давлением Генриха Блуаского, подписал в Оксфорде хартию вольностей английской церкви, в которой пообещал вернуть незаконно отторгнутые у церкви земли, не допускать симонии, не вмешиваться в процесс избрания епископов и аббатов и не использовать временно вакантные церковные посты для изъятия денежных средств. Хотя практика симонии и светского влияния при Стефане всё же имела место, она, очевидно, не было всеобщей. Теобальду периодически удавалось полностью исключить короля из процесса назначения на церковные посты. В то же время Матильда во время своего недолгого правления пыталась восстановить контроль светской власти над церковью, прибегая, в том числе, и к светской инвеституре, запрещённой ещё при Генрихе I.
В 1140-х гг. Теобальд столкнулся с вновь вспыхнувшим конфликтом о статусе епископов Уэльса. Нормандская экспансия в Уэльсе привела к тому, что уже в начале XII века епископы в валлийские диоцезы стали назначаться из англо-нормандской среды и фактически подчинялись архиепископу Кентерберийскому. В 1140 г. епископ Сент-Дейвидса оспорил право архиепископа рукополагать уэльских епископов, заявив, что Уэльс не входит в диоцез Кентербери, и обратился к папе римскому с просьбой о передаче паллия непосредственно епископу Сент-Дейвидса как традиционному главе валлийской церкви. Спор, однако, был решён в пользу Теобальда: в 1148 г. папа Евгений III подтвердил примат Кентерберийского архиепископа над епископствами Уэльса. Это означало конец самостоятельности валлийской церкви и её вхождение в состав английской. Древние валлийские традиции богослужения и особая система управления церковными институтами вскоре были полностью вытеснены англо-нормандскими стандартами и обычаями.

### Последние годы

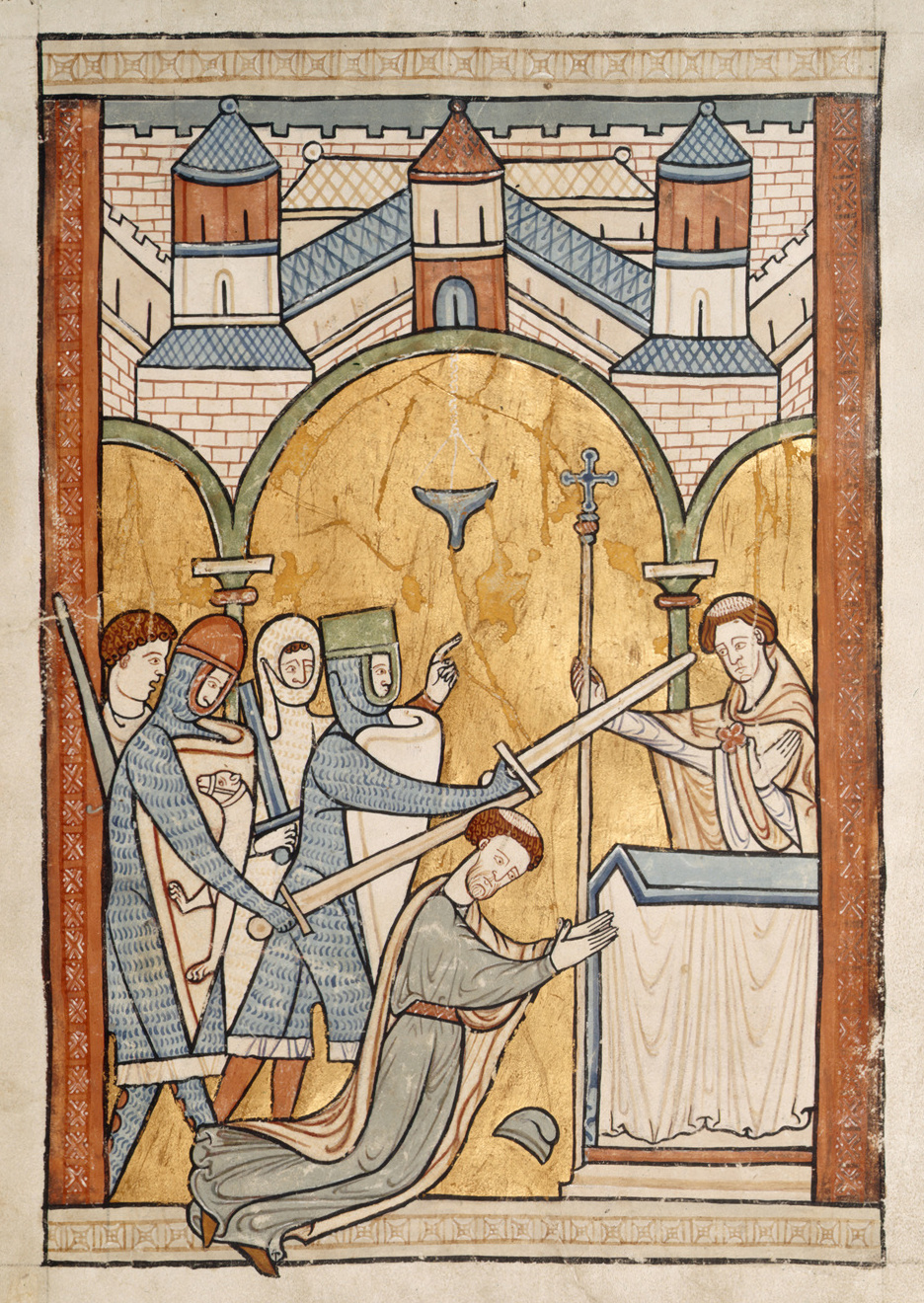
Убийство Томаса Беккета, которому покровительствовал Теобальд

Перед своей смертью в октябре 1154 г. король Стефан назначил Теобальда регентом Англии до прибытия Генриха Плантагенета. 19 декабря 1154 г. архиепископ короновал Генриха и его жену Элеонору Аквитанскую английской короной в Вестминстере. На протяжении последующих лет Теобальд сохранял хорошие отношения с королём и часто бывал при дворе. Связи архиепископа с королевским двором ещё более укрепились после назначения канцлером в 1155 г. Томаса Беккета, протеже Теобальда и архидьякона Кентербери. В 1157 г. Генрих II поддержал Теобальда в его споре с аббатством Св. Августина в Кентербери о компетенции архиепископа в отношении аббатства, подчинённого непосредственно папе.
В своём окружении Теобальду удалось собрать достаточно много талантливых молодых священнослужителей, во главе с Томасом Беккетом, которого архиепископ, по свидетельству Иоанна Солсберийского, желал видеть своим преемником. Помимо Беккета, среди воспитанников архиепископа были Роджер де Понт-л’Эвек, будущий архиепископ Йоркский, Иоанн Белмейс, будущий архиепископ Лионский, и наконец историк и богослов Иоанн Солсберийский. В дальнейшем выходцы из окружения Теобальда встали во главе движения за укрепление прав и свобод церкви, развернувшегося в период правления Генриха II. Теобальд также поощрял занятие науками и оказал значительный вклад в формирование нового типа государственного деятеля. Он также активно способствовал распространению римского права и пригласил к себе на службу Роджера Вакария, обучавшегося в Болонье, первого известного преподавателя римского права в Англии. Под влиянием римского права сфера церковной юрисдикции существенно расширилась, а влияние церковных судов увеличилось.
18 апреля 1161 г. Теобальд скончался и был похоронен в Кентерберийском соборе. По легенде, когда могилу вскрыли восемнадцать лет спустя его смерти, тело Теобальда оказалось нетронутым тленом. Однако он никогда не был канонизирован.